# 浣花洗劍錄

《浣花洗剑录》，天地圖書出版社版本，1999年出版

《浣花洗劍錄》為古龍中期作品，可以算是其成名作（所以以此為分界，之後為中期），因于志宏年表有誤，歷年均以為《大旗英雄傳》、《情人箭》出於《浣花洗劍錄》之後，之後考證後當《浣花》為三者最後出版。1964年至1966年5月真善美出版，1964年6月〈民族晚報〉連載。1976年11月修訂本《浣花洗劍》由漢麟出版，幾無更改。
本書是古龙武侠小说的一个里程碑，代表著他武侠创作的成熟期，本書特別向《宮本武藏》等日本時代小說取經，探索武道（天道），另闢武俠蹊徑；並且創「無招勝有招」，常被稱作比金庸早「悟」出三年（《笑傲江湖》），另外「高手過招，一招致勝」的觀念在此根深蒂固（首次出現於《彩環曲》），影響古龍之後對決畫面極深。
该书於1979年被改编成电视剧，由张国荣、文雪儿主演，曾经轰动一时，给广大观众留下深刻印象。2007年，拍摄新版《浣》剧，由当红艺人谢霆锋、钟欣桐主演；与原版相比，这次对原著做了很大改动，主角由方宝儿变为呼延大藏，而本劇主題曲則沿用張國榮遺作。

## 故事大綱
故事从东瀛剑客白衣人（实为东渡之中原人）挑战中原群雄开始，以主角方宝儿最终学成归来，战胜白衣人为结束，由主角方宝玉的成长历程贯穿始终。
作品虽有虎头蛇尾之嫌，但配角塑造比较出色，也都留给人深刻的印象，如啸傲海上的紫衣侯、坚韧机智的胡不愁、爱恨交织的小公主、风华绝代的水天姬、狠辣如蝎的万老夫人等等，都能给读者留下深刻印象。

## 出場人物

### 主要人物
- 方寶儿：

　后期改成:(方宝玉)
年幼时手无缚鸡之力，因白衣人击败其外公白三空而迫不得已而流浪江湖，历经艰险而拜得錦衣侯為師,而练成剑法，最终以死角发出之剑战胜东瀛白衣人。
- 小公主：

紫衣侯女兒。
方宝玉的爱侣。
時而溫柔可愛時而刁蠻潑辣，聲音又嬌又脆，有如出谷新鶯一般，她天庭開闊，眉目如畫，皮膚更比那玉瓶還白上幾分，那鮮豔的茶花與她一比，也是黯然失色。
机灵诡诈的美麗少女，对方宝玉爱恨交织，时而陷害时而爱护，让方宝玉吃尽苦头。

### 次要人物
- 牛鐵娃

憨直壮汉。方宝玉最好的兄弟。得周方指点学得三招绝技。
腰大十圍，背闊三停，直似座活生生的鐵塔，濃眉大眼，獅鼻虎口，瞳孔又長又大，看上去直似條懶睡著的猛虎，身形十分有壓迫力，但面相憨傻討喜。
眼明手快，天生神力，口拙舌笨，淳樸天真，毫無虛假，充滿赤子之心，人雖窮，骨頭卻硬。
- 「锦衣侯」周方

紫衣侯师兄。
衣飾十分考究，滿頭鬢發皆白，手裡提著紫藤百寶箱，無論在多麼狼狽的情況下都能擺出洋洋得意的架子，看起來像個江湖騙子。
原本武功远高于紫衣侯，但因紫衣侯过失而导致武功全失，仍以骗子身份关注江湖，指点方宝玉与牛铁娃练就武道。
- 「紫衣侯」

五色帆船主人。绝顶高手。當代第一劍客。
身穿紫緞錦袍，頭戴王者之冠，面容有如玉石塑成一般，語聲有如高山流水，和緩自然，似乎無論對什麼事都不會著急，又似是天下根本沒有一件事能令他放在心上，一雙手掌有如白玉雕成，五指修長，線條柔和，絕無絲毫汙垢理疵
連換了九十七種劍法後，以上古大禹治水時所創，武林失傳數百年之‘伏魔劍法’中的一招拼死胜了一招而勉强阻止了第一次挑战中原的东瀛白衣人。
十餘年前比劍敗於其師兄周方之手，便發下重誓此生絕不踏上陸地一步。
天下各門各派劍法無一不精，已將天下各門派劍術中之精萃融於一爐，登峰造極，其遗留的武功秘籍招致黑白两道觊觎抢夺。
- 白衣人

本名不详，东瀛剑客（实为东渡之中原人）前往中原寻访挑战，劍法辛辣狠毒，打遍天下无敌手。
身子看來並不強壯，但由頭至踵俱都配合得恰到好處，絕無一分多餘的肌肉，手足面目皮膚俱已曬成了古銅顏色，驟眼望去，恰似一尊銅鐵雕成的人像，雙肩沉重，鼻直如削，年紀看來似在五十左右，一身麻布白衣，齊眉勒著一條白麻布帶，長髮披散，面孔鐵青，揹負一柄六尺奇形烏鞘長劍，目光厲如閃電，腳步每踩一步，俱是一尺七寸。
其父为中原武林人，虽兼通百济而武功不济，因此一生中戰無不敗，落魄潦倒，受盡世人冷眼，終飄洋远去东瀛全力培养白衣人武功。
不到十歲，功力已可躋身於東瀛一流武林高手之列，十一歲時，便開始闖蕩江湖，十年之中，他已會遍了東瀛每一種武功流派的高手，十八、九歲時，他便已橫掃東瀛，無敵當時，五十歲左右開始挑戰中原高手，血洗武林，劍出必見血，與紫衣侯決鬥時論劍法不及紫衣侯，但內力在紫衣侯之上，七年後再次踏上中原不但武功大進，劍法中的破綻也已彌補，最終敗給方寶玉先死後生由死角發出的絕妙一劍擊敗。
第一次挑战中原时因紫衣侯拼死勉强胜其一招而暂退。第二次则为方宝玉所击败杀死。
- 「化身雙俠」王半俠身材高瘦，面色發青，身穿一件雖然滿是補釘但卻洗得乾乾淨淨的破藍布衣，一雙手掌更是其白如玉，右手中指上戴著個奇形碧玉斑指，腳移動間不帶半點聲息，神色看來冷冷冰冰，淡漠無情，用腹語說話卻熱情充沛，豪快絕倫，外冷內熱，半俠半狂，武林『怪人譜』中的怪人之一。

丐幫尊者，遇著正義之人，便是王半俠，遇著奸險之徒，便是王半狂，貌似急公好義，本性自私自利。
輕功更勝名滿天下的風道人一籌，擅使武林中最上乘之擒拿手法「分光捉影手」。
與昔日外號「狐女」的「王大娘」吳蘇曾是夫妻卻少有人知，趁丐幫幫主諸葛通下落不明時與王大娘密謀丐幫幫主之位。
- 「王大娘」吳蘇昔日外號「狐女」，曾是王半俠的結髮妻子

面容嬌媚，濃豔絕麗，風情萬千的美婦人，一雙明媚的眼波勾魂奪破，語聲軟綿綿甜膩膩的，一口清脆的京片子中又帶著些吳儂軟語的韻昧，正是吳人京語美如鶯，令人聞之，其意也消。宮鬢高挽，環佩叮噹，身上穿的是華貴而柔軟的錦衣，雙腿卻用條織金的氈子完全蓋住，自膝以下兩條腿已齊膝斷去，但她的風華絕代和攝人氣質，使人忘了她的年紀，也忘了她的殘廢。
十餘年前夜闖雲南王府盜取‘白藥’秘方時遭隱居括蒼山的「鐵劍先生」展夢白一劍斬斷雙足。
收容美貌的孤女為門徒，在丐幫幫主諸葛通下落不明時，與王半俠一戰後成功當上了丐幫幫主，無論姿色、智慧、武功都極高的角色。
武功自成一路與眾不同，當今江湖的武林高手至少知道其中一半人的武功路數，先後殺敗了「百寶杖」萬老夫人、「天龙棍」公孫紅等無數武林高手，成為一代轟動江湖的女魔頭，白衣人再次踏上中土時出手與之一戰卻落敗身死。
- 伽星法王天竺來客，光頭赤足、身披麻衣、膚色漆黑如鐵的苦行僧人，聲音卻是尖細怪異，聽來有如針刺耳鼓，不但身懷極為高深的內功，而且還練有佛門密宗中一種最神奇的瑜伽秘術，入水七日不死，活埋半月不斃，生吃砒霜不亡，赤足走火不傷，幾已練成金剛不壞之身，武林傳說中神話般的人物，一生與人交手，有勝無敗，卻被白衣人削下的枯枝嚇走。

：擁有六十年深厚內力，為謀求紫衣侯的祕笈與胡不愁和水天姬一起在荒島上生活了七年，後來死於海難。

### 清平山庄
- 「清平剑客」白三空：

方宝玉外公。
濟南成名高手，山東省武林盟主，江湖稱「拳劍無敵」。
一個身材頎長、身穿黑絲長衫、頜下五柳長須、像貌十分清奇的老人。
與柳松、趙士鴻、李青風、金大非等人俱是過命的交情，與天刀梅謙本是兒時舊友。
於十月初十败于白衣人之手，但因得其赞许而幸存，得知白衣人將來中原與方寶玉決鬥後，將白衣人武功的破法告知梅謙請他阻止白衣人。
- 莫不屈：

白三空第一弟子。
長身玉立，眉宇間英氣逼人的青衣少年
被白三空安排投入少林派掌门无相大师门下。
- 公孙不智：

白三空第二弟子。
身形枯瘦的青衣道人，目光有如閃電。
被白三空安排投入武当派掌门「大公鸡」铁髯道人门下。
白三空門徒中最冷靜最工心計者，智谋过人，揭穿石不为罪行。
- 金不畏：

白三空第三弟子。
身高八尺，背闊三停，話聲有如洪鐘，是條不折不扣的莽漢。
白三空安排投入峨眉派绝尘大师门下。
被魏不贪和石不为害死。
- 石不为：

白三空第四弟子。
面容冷漠，有如石像，素來不喜說話。
白三空安排投入点苍派掌门「一鸣振九州」铁神龙门下。
因仇怨被「火魔神」和「小公主」收买陷害方宝玉，罪行暴露后自杀。
- 魏不贪：

白三空第五弟子。
身材矮胖，面如滿月，滿臉俱是笑容的少年。
被白三空安排投入崆峒派掌门「如意老人」梅傲天门下。
被「火魔神」和「小公主」收买，和石不为一起謀殺楊不怒、金不畏、西門不弱等人。
因贪财被火魔神和小公主收买陷害方宝玉，后被灭口。
- 西门不弱：

白三空第六弟子。
衣衫華麗，文質彬彬，面目姣好有如少女。
被白三空安排投入华山派。
被魏不贪和石不为害死。
- 杨不怒：

白三空第七弟子。
性情剛猛，面如重棗，兩條潑墨般的濃眉緊緊皺在一處，面上不怒時也帶著怒容，一件僧袍長僅及膝，滿頭長髮披落，乃是個帶髮修身的頭陀。
被白三空安排投入淮阳派掌门「万方神鹰」王淡江门下。
为人正直易怒，被魏不贪和石不为害死。
習有大力鷹爪手、風雲鷹爪手。
- 胡不愁：

白三空第八弟子。
頭大身矮，雙手過膝，額角高闊，眉目開朗，長得既不瀟灑也不英俊，但氣度從容，笑容爽朗，甚是惹人喜歡。
被白三空安排寻找紫衣侯抵挡白衣人的第一次中原挑战，得白衣人赞许而获知白衣人的一些身世。
后与水天姬耗费七年阻止了伽星法王对紫衣侯秘籍的抢夺，练成紫衣侯的武功，最终与水天姬结为爱侣。
記憶力驚人，過目不忘，在五色帆船船艙中用七年的時間背下並習練了紫衣侯留下的一百九十三家秘門秘譜。

### 中原十三种外门兵刃
- 「乱世人龙」公孙红：

「天龙棍」，「中原十三种外门兵刃」排名第一。
身高八尺，魁偉出眾，滿頭亂髮，兜腮虯髯，俱是火焰般的赤紅顏色，除了一雙炯炯有光的眼睛外，他整個頭顱彷彿是團火焰，衣襟敞開，褲腳高挽，赤紅色的衣褲，足下一雙多耳麻鞋，眉宇間帶著逼人的英氣，神情間帶著帝王般的尊貴與豪邁，掌中平平無奇毫不起眼的短木棍便是號稱天下第一外門兵刀的『天龍棍』。
武功返璞歸真，大巧若拙，內蘊天地變化之機，外藏鬼神莫測之變。
败給王大娘後被她放逐到海外，遠離中土，協助梅謙在海上阻止白衣人再次前往中原時被白衣人所殺。
- 「天上飞花」冷冰鱼：

「破云震天笔」，「中原十三种外门兵刃」排名第二。
「連天山莊」的少主人，「江上飛花」魚傳甲的大哥，衡山派回雁峰的絕頂高手。
鳶肩蜂腰，黑衣勁裝，身形玉立，滿面秋霜，雙目深陷，眉重如山，氣質鷹騺，性情冷傲，招式詭異，武功深厚驚人。
手中破雲震天筆的外型既似吳鉤劍，又似仙人筆，以『飛魚穿魚式，凌空十八刺』威震武林，其中一招‘天上飛花’不但凌厲霸道，更是詭異莫測。
於泰山大會上被公孙红所杀。
- 「风雨神鹰」英铁翎：

「风雨双鹰牌」，「中原十三种外门兵刃」排名第四。
金陵城“飛鷹堂”堂主，獨據鍾山，掌中一雙“風青無雙混元牌”以「飛鷹一百三十式」走南闖北，所向無敵。
败于方宝玉。
- 「天刀」梅谦：

「东海锁镰刀」，「中原十三种外门兵刃」排名第五。
身材說高不高，說矮不矮，全身筋骨強健，古銅色的面容上，滿刻著久經風霜的痕跡，目光湛藍如海水，閃爍如明星，腳步矯健穩健，眉宇間雖滿含強悍粗獷的水手氣質，嘴角的笑容卻甚是瀟灑。
本是一個海客，飄流海上多年，不知自哪裡學得了源出東瀛伊勢雲林武院的鎖鐮秘法。
手中鎖鐮刀乃是根一尺四寸長的砂金鐵棒，棒頭鐵環上連著根長達兩丈的手鍊，邊上又掛著重約十斤的五芒鐵球，棒子裡內藏機簧，輕輕一按，便有柄月牙形的彎刀飛出。
與白三空本是兒時舊友，雖然從白三空那得知了白衣人武功的破法，但白衣人卻早已將招式中的破綻彌補，在海上阻止白衣人再次前往中原時被白衣人所殺。
- 「百宝杖」万老夫人：

閨名黄英，「中原十三种外门兵刃」排名第七。
一個貪吃的老太太，身材矮短臃腫肥胖，滿頭銀絲般的白髮，幾乎已禿落一半，身上穿著件寬大舒服的麻布衣衫，衣衫上游是口袋，少說也有‘五、六個之多，手裡拄著根長達九尺，幾乎比她身子高出一倍的木杖，面如圓月，滿帶著親切的笑容，語聲更是溫柔慈祥，所行卻是最惡毒之事，性格貪生怕死。
核桃、杏仁、梅子等零嘴到了她手裡便可化成好似精鋼所鑄的暗器，手中拐杖除杖頭可彈出三尺青鋒外還有無數種功能，出手速度快得不可思議。
「云梦大俠」万子良之母，白水宫主属下。
- 「七丧戟」铁温侯：

「温侯七丧戟」，「中原十三种外门兵刃」排名第八。
濃眉大眼的漢子，不過二十六七左右，神態威猛，腳步沉穩有力，使一雙似鉤非鉤、似奪非奪的奇形兵刃。
洛陽連雲莊中與白衣人對戰的中洲九大高手之一，右手戟長三尺，左手戟長二尺七寸，刀刃青光閃閃，份量極是沉重，戟身雙帶鋒刃如劍，戟頭尖端形如“銀光萬字奪”，奪下帶著鐵戟月牙枝，握手處卻打造得如同“護手雙鉤”一般模樣，顯見可兼具萬宇奪、雙鐵戟、鴛鴦劍、護手鉤四種招式。
受伤后被小公主胁迫陷害方宝玉。
- 「青鹤」柳松：

「鹤爪镰」，「中原十三种外门兵刃」排名未知。
魯東武林大豪，成名四十年，於嶗山自立飛鶴門，化鶴掌、鶴爪十七抓、鶴羽針號稱三絕。
一個身穿錦袍，滿頭白髮的老人，一雙「鶴爪鐮」形如鶴爪、烏光閃閃，最凌厲的絕招乃是“雲鶴搏龍”。
於十月初七被白衣人所杀。
- 「火雷珠」王烈火：

「雷珠神火鞭」，「中原十三种外门兵刃」排名未知。
面色蒼白如死，神情冰冰冷冷，不似烈火反如冷冰，說話又冷又硬，絕無半分人情味，手使一根竹節單鞭，鞭身特長，黝黑無光，此鞭鞭身十三節竹節，每一竹節，都藏有追魂奪魄的妙用，招式為「火雲十三鞭」。
泰山大會上敗給潘濟城後又被牛铁娃击败擒住。
- 「九连环」钱奎：

「中原十三种外门兵刃」排名未知，輕功久負盛譽，在泰山大會上明悟了生命的可貴和名聲的虛幻後明智退隐。
- 「飞龙斧」孙玉龙：

「流星赶月飞龙斧」，中原十三种外门兵刃排名未知
又號「智多星」，麻城名俠，性格陰沉，心機繁複，瘦小精悍，目光炯炯。
飞龙斧乃是兩柄雕著龍紋的銀斧，卻用條長達三文的銀鏈連接，可以攻遠，亦可以取近，雙斧分持，進身肉搏，單斧擲出，三丈外取人性命，其中有招‘吳剛所桂’辛辣狠毒，但靈巧有餘，霸氣不足。
武功被王大娘掌握後被她用‘子母追魂脫手劍’殺死。

### 五行魔宫
- 「水娘娘」：

五行魔宫之北方白水宫主，水天姬的母親。
十七年前爱上方宝玉之父方師俠，方宝玉之母白曼莎死後花九年的時間打動了方師俠與他結為夫妻，成为方宝玉继母。
曾是天下第一美女，過了十幾年仍不顯絲毫老態，反而比十幾年前更迷人，聲音又輕又柔嬌媚清冷，笑聲更有如風振銀鈴，珠落玉盤，使人根本用不著見到她自己，只聽得這笑聲，就願意為她犧牲一切，身上穿著千百層薄如蟬羽般的輕紗，面上也覆著十餘層輕紗，雖然無風，但輕紗仍不住在飄動，如霧中的精靈，雲中的仙子，沒有瞧見她的臉，卻已感覺出她那種絕世的風儀，絕代的美豔。
武功为五行魔宫最高，指点方宝玉学会最终武道。
- 水天姬：

五行魔宫之北方白水宫主水娘娘之女。
风华绝代，聪明顽皮，化装术神乎其技，怕老鼠，有招同歸於盡的招式‘無水黃蜂針’。
頭戴珍珠冠，身穿團花袍，秋波如水，嬌豔如花的絕色美女，笑聲有如銀鈴般清脆悅耳，語聲更是嬌柔動聽，柔媚軟膩
全身骨肉勻稱，再也不能增減一分，秋波明媚，微一顧盼便足銷魂，尤其是嬌靨上所帶的那一分微笑，更是令人目眩神迷。
后与胡不愁结为爱侣。
- 方靈玉：

白水宮中軟紅山莊星星小樓的主人，白三空的孫女，方師俠和白曼莎的女兒，方寶玉的妹妹。
白曼莎入白水宮六個月後出生，但生母白曼莎也因此而死，性情孤僻，往往三天也不說一句話，只是坐著沉思。
看來雖冷冰冰的，心卻是火熱的，聲音清秀嬌美，穿著一襲黑色的紗衣，漆黑的長髮在風中飄拂，肌膚白如美玉，眼波深沉如海水，蒼白的面容美得幾乎令人難以置信。
對誤闖白水宮的蔣笑民產生感情，一直想見哥哥方寶玉一面，對“白水娘”心懷怨恨。
- 「火魔神」：

五行魔宫之南方神火宫主。
自稱本宮，渾身都激發著懾人的妖異之氣，連身上的長袍都是妖異而懾人的鮮紅，目光懾人，眼球是一種近於火焰般的深紫色，那深紫色的眼球幾乎佔據了眼眶的十之八九，他整個頭顱彷彿被人投入洪爐焚燒過，滿面俱是醜惡令人膽寒的疤痕，然而他一雙手掌卻是出奇的光滑細嫩，十指纖纖，指甲修潔，絕無一絲瑕疵。
一心只想江湖中流血爭殺好在其間坐收漁利，因被白水宫主壓制而想讓方寶玉出手除掉白水宫主。
善用火器火药。
- 「金河王」：

五行魔宫之西方黄金宫主。
身長不滿三尺五寸，滿身金光閃閃，也不知穿的是何質料織成的衣衫，頭上戴著頂金冠，形式奇特，分量卻是沉重已極，別人戴在頭上，只怕連脖子都要被生生壓斷了，他頷下一部鬍鬚竟比他身體還長，逶迤在地上，也是黃金般顏色，語聲直直硬硬，叮噹作響，聽來有如金屬相擊，震人耳鼓，笑將出來，更是有如戰鼓齊鳴，千軍萬馬奔騰刺殺。
好色，納了一百九十九房姬妾，見到比自己高的男人就想殺，對白水宫主有非分之想卻非其對手，號稱是五行宮武功最高者，善用金线与黄金魔女舞。
- 「土龙子」：

五行魔宫之中央戌士宫主之子，‘極天戌士宮’的少主人。
天生聋哑，武功甚高不在金河王、火神君等魔頭之下，生性殘暴且非常好色，只要見著漂亮的女子就會對其出手。
身著黃衫，一張圓臉，雖然滿臉笑容，但那笑卻是說不出的怪異，有如泥塑一般，既無絲毫變化，亦無絲毫笑意，暗藏著非人的獸性，喜歡慢慢折磨，盡情侮弄弱者。
- 「木郎君」：

五行魔宫之东方青木宫主之子。
修炼「枯木神功」，全身几乎刀枪不入，勁力陰柔狠毒，中招者通常活不過三個時辰。
胸前有家傳‘神木護心盾’護身，手持‘神木令’號令綠林，水天姬的死敵。

### 其他
- 方師俠武功高強，「清平剑客」白三空的女婿，白曼莎的丈夫，方寶玉和方靈玉的生父，和白曼莎一起誤闖白水宮時被白水宫主擊敗，但白水宫主對他一見鍾情而手下留情只是將他們困在白水宮中，白曼莎死後白水宫主花九年的時間打動了他與他結為夫妻。

- 白曼莎武功高強，「清平剑客」白三空的女兒，方寶玉和方靈玉的生母，和方師俠一起誤闖白水宮時被白水宫主擊敗，被困白水宮六個月後生下方靈玉後死去。

- 牛鐵雄牛鐵娃的二弟。

- 牛鐵蘭牛鐵娃的三妹，穿著青衣，明睜皓齒，巧笑宜人的十七歲少女，膚色欺霜賽雪，玉腕上戴著兩隻翠錫，巧口蘭心，暗中加入天風幫。

- 蕭素秋華山派弟子，瓜子臉，大眼睛，美秀中又帶著三分英氣的青衣少女，個子雖小，但出手快，力氣大又陰狠，秋水幫幫主蕭配秋的妹子，牛鐵雄的妻子。

- 姜風身材瘦小纖細，穿著件柔絲錦袍，長髮分披肩頭，眉如柳葉，目如秋水，嬌靨瑩白如玉，小嘴紅勝櫻桃，輕功翩如驚鴻，矯若遊龍，勁力極大，武功驚人，性如烈火，脾氣暴躁，長江水上—霸，天風幫幫主，江湖中的二流角色，事業在與秋水幫的火拚中一夕瓦解。

- 蕭配秋長髮披肩，只束著只燦爛的金環，一身藍衫，風姿飄逸出塵，語聲清脆婉曼，貌若女子，長江水上—霸，秋水幫幫主，江湖中的二流角色，想娶姜風使勢力更進一步，借土龍子和木郎君之力毀滅秋水幫後因惹怒土龍子和木郎君遭到殺害。

- 珠兒紫衣侯侍妾，穿著絳色紅衣，體態輕盈纖瘦，膚如瑩玉，眼似秋水的十七歲絕色少女，身法輕靈巧快，學過刀法，也學過鉤，語聲嬌媚，指導鐵金刀破解韓一鉤的‘乾坤破天式’，後聽從小公主的命令化名歐陽珠扮成歐陽天矯的妻子欺騙方寶玉。

- 鈴兒紫衣侯侍妾，又稱小鈴檔，穿著雪白衣裳，體態豐盈婀娜，膚如瑩玉，眼似秋水的十七歲絕色少女，耳墜上接著雙金鈴，一笑起來，鈴兒叮噹作響。

- 「雲夢大俠」萬子良急公好义，穿著一身洗得發白，極為樸實的藍布長衫，國字臉，四方口，濃眉大眼，面色微黃，平凡而樸實的大漢，平凡而刻板的面容。

- 展玉勞鐵劍先生展夢白之子，名聲與「雲夢大俠」萬子良、「化身雙俠」王半俠鼎足而立的大俠。

- 陸秀秀吳蘇的弟子，門中排行第六，明眸皓齒，巧笑嫣然，美豔動人，伶牙例齒，上身穿著對襟錦衫，下身穿著雙綴珠繡鞋，中間露出一雙欺霜賽雪，修長有致的玉腿，粉光柔滑誘人，叫人瞧上一眼，心就忍不住要跳上半天，再也不敢去瞧第二眼，纖纖十指有如十柄利劍，無論誰沾上一點都休想笑得出來，後又從匡新生那裡學來鴛鴦蝴蝶腿。

- 伍清清吳蘇的弟子，門中排行第五，錦衣湘裙，穿得例是整整齊齊，只是下面卻打著雙赤足，腿法無影無蹤，已得南派少林“飛虎無影腿”之精髓。

- 「紫須龍」壽天齊高九尺，背闊三停，頷下一把紫色長髯，全身俱是威猛剽悍之態，說話更是聲若洪鐘，震人耳鼓，氣概威猛，昂首闊步，目光睥睨，舉手投足間，都帶著一種狂傲不群的栗悍之氣，像是天生的慣於發號施令，天生的不將別的人瞧在眼裡似的。

：海上巨盜，東瀛海倭攪擾江浙沿海，他便亦以其人之道還治其人之身，常去北海，九州沿海一帶"拜訪"。
- 「橫州臥虎刀」鐵金刀一身黑衣勁裝，身材魁偉高大，紫黑面容，像貌堂堂，鬚髮雖已懼都花白，精神仍是不輸少年的錦衣大漢，語聲沉重，中氣充沛，腰下斜佩長刀，刀鞘之上，滿綴珠寶，青年時以這柄金刀，獨斬川鄂十七寇。

：五色帆船上獻出數本王羲之平臨佛經真跡給紫衣侯，求得了破解韓一鉤‘乾坤破天式’的招式，但仍未擊敗韓一鉤，紫衣侯死後遠赴東瀛求白衣人傳下了一式刀法，他用這式刀法擊敗也擊殺了韓一鉤，最終他也死在這一式刀法上，與李名生曾是同門師兄弟。
- 「信陽蟠龍鉤」韓一鉤一身潔白如雪，身材瘦骨磷峋，自從十七年前接掌‘蟠龍門’後用自遠古劍法蛻變而來的‘乾坤破天式’連勝鐵金刀四次。

- 「白馬將軍」李名生行動無聲，但身形卻是又高又大，與牛鐵娃不相上下，相貌威武堂皇，衣袖中常藏著袖箭，擅下毒，老奸巨猾，陰險毒辣，同時為多人做事的多面間諜，與鐵金刀曾是同門師兄弟。

- 東方玉環天香茶林場主，妖嬈美艷，豐容盛裝，滿頭珠翠的美婦人，語聲嬌媚甜膩叫人心醉。

- 「四目溫候」金祖林又稱「常醉小將軍」，相貌奇特，衣著華麗，年紀不大，鼻子卻不小，鼻下是櫻桃般的小嘴，身穿一件五花錦袍，鈕釦懼是黃金所制，帶著兩抉墨晶嵌在金環裡，兩邊用金線套住耳朵的眼罩，持一柄一丈多長精光閃亮的方天畫戟，好酒如命，但酒醉後與人交戰確有萬夫不擋之勇，武林中有名之世家子弟，家財萬貫，富可敵國，畏妻如虎，江湖中歌謠：‘金屋頂，銀飯碗，大旱十年後，金家仍吃肉。

- 「紫蘭花」花清清紫衣紫裙，滿頭珠翠的美婦人，性格潑辣，金祖林的妻子。

- 「濟城大俠」潘濟城著名神箭手，有三箭定花山之稱，泰山爭雄的四十高手之一，面色慘白的錦衣少年，除了風流自賞，拈花惹草外，倒也是條夠義氣，夠血性的好漢，劍法精妙，招式「吳鉤劍法」雖然專走偏鋒，但在他手下卻使出了劍法大家的風範，武林中人大多低估了他的實力，論真實武功未必在冷冰魚、梅謙等人之下，在泰山大會上擊敗了「火雷珠」王烈火。

- 無相大師少林派當代掌門，好參禪機，自不著意武功修為，但在武林中德望之隆，亦絲毫未因他武功不高而有影響，從來不涉江湖恩怨更不輕言，說出的話自是一言九鼎，形貌古拙，高額聳顴，神情在慈和中又帶著一種凜然不可侵犯的威嚴之態。

- 鐵髯道人武當派當代掌門，俗家姓名張振盛，未投身武當之前乃是橫行太行山一帶的巨寇之首，綠林人稱「大公雞」，聲音洪亮，性如烈火，壯年之後方自洗心革面，放下屠刀投入武當，灰白頭髮挽成道髻，斜插一根烏玉簪，雙眉斜飛，直鼻通天，頷下一部花白鋼髯掩住了他的嘴，那雙目中射出的神光更足奪人魂魄。

- 絕塵大師峨眉派當代掌門。

- 「一鳴振九州」鐵神龍點蒼派當代掌門。

- 「如意老人」梅傲天崆峒派當代掌門。

- 「萬方神鷹」王淡江淮陽派當代掌門。

- 魚金甲、魚銀甲創立嘉魚城雙魚鏢局的兄弟，二俠魚銀甲早已仙去，大俠魚金甲三年前亦已洗手歸隱，安享餘年。

- 魚鳳甲魚銀甲之女，魚傳甲之妹，眼波明媚嬌靨嫣紅。

- 馮素文江南鐵掌馮家的千金，魚鳳甲的閨密。

- 「江上飛花」魚傳甲魚銀甲之子，嘉魚城雙魚鏢局當代主人，「天上飛花」冷冰魚的二弟，心計深沉謹密，精明強幹，氣度沉凝，江南少年名俠中之佼佼者，非但地趟招式獨步江南，一袋飛魚刺亦是極為霸道的暗器，目光銳利，短小精悍，眉宇間微帶少年得意之人難免有的傲氣，一身五花錦衣更是異常華麗惹眼。

- 「寶馬神槍」呂雲於洞庭湖與方寶玉一戰，坐下烏騅馬，手提紅纓槍，一身黑緞緊身武士裝，頭上黑帶束髮，劍眉星目，一手‘連環四十八槍’威震江湖，武功被王大娘掌握後被她以峨嵋派秘技‘貫日虹’一招殺死。

- 「半天雲」單毅成九江名俠，性格陰沉，心機繁複，破鑼嗓子，坐著時比常人高出一頭，但頭顱卻又比別人小了一半，一雙小眼睛，一招‘雲中擊電’凌厲霸道更在冷冰魚的‘天上飛花’之上，但靈巧不足，兵器為單柄金爪錘，錘大如爪，金光閃爍，柄長卻長達五尺七寸，重逾三百斤，武功被王大娘掌握後被她一劍殺死。

- 「多臂熊」熊雄暗器名家，錦衣華服的大漢，濃眉環目，手掌比常人大了一倍，於小孤山麓與方寶玉一戰，一身上下暗器多達百餘種，連換刀、槍、判官筆、白蠟大竿子四種兵刃，連發一字甩頭脫手鏢、梅花針、飛蝗沒羽箭、鐵蓮子、七星弩、低背花裝弩、無光鐵蒺藜、鎮山三粒英雄膽等八種暗器，都未沾著方寶玉一片衣袂，武功被王大娘掌握後被她殺死。

- 匡新生武昌名俠，頭大身矮，習有絕技鴛鴦蝴蝶腿，武功被王大娘掌握後被她殺死。

- 高冠英南昌名俠，年紀輕，生著一隻娃娃臉，武功被王大娘掌握後被她殺死。

- 趙劍明祁門名俠，面色蠟黃，不苟言笑，武功被王大娘掌握後被她殺死。

- 「小花槍」馬叔泉泰山大會爭雄的四十高手之一，身材短小，錦衣束髮，面如美玉，家傳槍法精妙無儔，實則是女扮男裝，與「無情公子」蔣笑民是世交。

- 「無情公子」蔣笑民泰山大會爭雄的四十高手之一，名揚江淮一帶的少年名俠，玉冠華服，英姿颯爽，面白無鬚，眉梢眼角傲氣逼人，掌中鐵骨扇一身數用，精妙招式，絕險至極，習有海南劍派反手殺招「扭轉乾坤殺手劍」，方寶玉在泰山大會上成為武林第一人後對其發起挑戰，落敗後自盡以身殉劍，曾誤入白水宮與方靈玉有一段情誼。

- 「震天霹靂」許鑄泰山大會爭雄的四十高手之一，身材魁偉，氣勢凌人，一身織錦武士裝，手提金背砍山刀，「砍山刀」刀法大開大闔，剛猛無儔，與孫超是生死與共的好友，在比武中被孫超誤殺。

- 「玉面劍客」孫超泰山大會爭雄的四十高手之一，面色蒼白，四肢纖柔，生得雖是劍眉虎目，但面容的英偉卻也掩不住他神情間有如女子之態的柔弱，「落英劍法」七十二劍流利迅捷，變幻無方，與許鑄是生死與共的好友，比武中誤殺許鑄後當場自盡。

- 歐陽天矯泰山大會爭雄的四十高手之一，皖北武林大豪，合肥城向陽大街上天矯武場之主，妻子名為歐陽珠。

- 「巨靈斧」方長冬泰山大會爭雄的四十高手之一，死於「天刀」梅謙之手。

- 「砍虎刀」彭松泰山大會爭雄的四十高手之一，死於「天刀」梅謙之手。

- 「大力神」苗北昌泰山大會爭雄的四十高手之一。

- 「快馬陰刀」吳東麟長白大豪，泰山大會爭雄的四十高手之一。

- 金松織錦長衫，參與泰山大會的江湖豪傑。

- 孫星滿面麻子，參與泰山大會的江湖豪傑。

- 「騎鯨客」齊星壽黃河水上大豪，「快聚園」主人，面如重棗，長髯飄拂，慷慨豪爽。

- 「千鈞擔」石銘見過‘狐女’吳蘇真面目的人之一，在前往黃鶴樓大會的馬車上被刺殺。

- 「鐵掌」林強見過‘狐女’吳蘇真面目的人之一，前往黃鶴樓大會的途中遭到刺殺。

- 「仙人劍」宋琪光見過‘狐女’吳蘇真面目的人之一，前往黃鶴樓大會的途中遭到刺殺。

- 「威鎮八方」吳立德見過‘狐女’吳蘇真面目的人之一，黃鶴樓大會前夜在家中失去首級。

- 「火靈官」汪明見過‘狐女’吳蘇真面目的人之一，前往黃鶴樓大會的途中遭到刺殺。

- 「開碑手」宋光中洲九大高手之一，後來為了保護方寶兒和小公主等人被木郎君擊殺。

- 「踏雪無痕」李英虹中洲九大高手之一，兵器是「七十二節鎖喉練子銀槍」。

- 「萬人敵」戰常勝中洲九大高手之一，手提一對精鋼豹尾竹節鞭，左鞭淨重三十七，右鞭淨分四十四，共重九九八十一斤，乃是當今武林最霸道的三件兵刃之一。

- 「摘星手」彭清中洲九大高手之一，面容瘦削，目光深沉，不但武功高強，而且心計極深，紫衣侯死後與其他隱藏身分的武林一流高手組成追魂奪命二十四怪上五色帆船劫掠，後被金河王手下的黃金魔女拋入大海，下落不明。

- 「七手大聖」喬飛中洲九大高手之一，形容枯瘦，面色蠟黃，顯得一雙眼神分外明亮，穿著白色衣衫，身上綁著七色鏢囊，以暗器成名，手法高妙，曾同時擊斃伏牛山三十六友，洛陽連雲莊中與白衣人對戰落敗身死。

- 「大刀神鷲」徐文智顴骨高聳，兩腮無肉，手腳甚是長大，坐在地下時看來彷彿甚矮，一站起來卻比別人高了一個頭，洛陽連雲莊中與白衣人對戰落敗身死。

- 飛天豹中洲九大高手之一，身形魁偉的虯髯大漢，性情雖然粗魯豪爽，但粗中有細並不急躁，使一對精光閃閃的“流星練子錘”，錘連柄帶鏈，長達一丈七尺，洛陽連雲莊中與白衣人對戰落敗身死。

- 「雙環」趙士鴻江湖成名高手，於十月初八遭白衣人擊殺，和白三空是過命的交情。

- 「八仙劍」李青風江湖成名高手，於十月初九遭白衣人擊殺，和白三空是過命的交情。

- 「八手鏢」金大非江湖成名高手，於十月初十遭白衣人擊殺，和白三空是過命的交情。

- 「中州一劍」邵文生劍法名家，遭白衣人擊殺。

- 「九花槍」岳雄郾城「岳家槍」高手。

- 「快馬雙鞭」呼延壽賒旗鎮高手。

- 「龍虎刀」屠正方正陽關高手。

- 「臥虎」田通田家庵高手。

- 「快手分金」隋如平蕪湖大豪。

- 「飛刀將」楊世義江湖名俠。

- 諸葛通丐幫幫主，紫衣侯死後莫名失蹤。

- 馬良衣衫襤褸，神情剽悍的丐幫弟子，三歲初次騎馬，七歲開始養馬，終日與馬廝混，擅長摔跤。

- 葉冷丐幫長老，反對王大娘成為幫主。

- 石涼丐幫長老，反對王大娘成為幫主。

- 風猾賽丐幫長老，反對王大娘成為幫主。

- 岑陬臉如馬面，穿著一件五花錦袍，身子枯瘦頎長，背卻是駝的，上半個身子佝在前面，一張臉幾乎長達一尺五寸，遠自大宛而來，後帶著十數名異邦武士投入火魔神門下，趁群雄齊聚泰山之時埋設炸藥欲將群雄置之死地，後事敗遭公孫紅所殺。

- 甘孫富泰圓潤，又矮又胖，頭戴金冠，身穿金袍，面容也生得奇形怪狀的人，大宛國第三国师，身法靈便怪異，性格貪生怕死。

- 柳依人江湖人稱「丁老夫人」，白髮蒼蒼慈祥而嚴肅的老婦人，長江水路上的武林第一名家丁家的掌權者，年輕時也是著名女俠。

- 常懷威漢陽天威鏢局總鏢頭，鐵塔般的大漢，滿面虯鬚雖已灰白，但仍是神情威猛，不輸少年。

- 柳生藤齋大和柳生英雄派宗主，當代東瀛武林盟主，在白衣人敗給紫衣侯後，號召十七位最負盛名的劍士組成‘止殺組’防備白衣人。

- 吉岡正雄京都一代劍術宗匠。

- 北昌具教伊勢桑名郡太守，一流太刀名震四邦。

- 鐵虎、粉彪一人是身高八尺開外的錦衣虯鬚大漢，另一人面孔煞白，身形消瘦，穿著件粉紅錦緞的長衫，滿臉俱是被酒色掏空的模樣，兄弟兩人腰畔俱斜佩長刀，外家功夫不弱，在白馬山開窯立寨，殺人不眨眼，為木郎君四處蒐集財寶，死於萬老夫人之手。

- 江北一陣風滿身黑衣輕裝的削瘦少年，使一把亮銀練子槍，形跡飄忽的獨行盜，為木郎君四處蒐集財寶，死於萬老夫人之手。

- 丁仲華、丁伯華江湖中人稱「金箭銀鉤，丁氏雙傑」，乃是江浙一帶極負盛名的俠盜，兄弟兩人都是武林一流高手，為木郎君四處蒐集財寶。

- 風道人輕功競技第一，名滿天下的高手。

## 影視作品

### 改編电影
- 《情剑》：由2007年版《浣花洗剑录》电视剧剪切而成。

### 改編遊戲
- 《浣花洗劍錄》：智冠科技製作，發行日期2001年7月24日。

## 外部連結
互联网电影数据库（IMDb）上《浣花洗劍錄》的资料（英文）